# Tetracranaus
Tetracranaus is een geslacht van hooiwagens uit de familie Cranaidae.
De wetenschappelijke naam Tetracranaus is voor het eerst geldig gepubliceerd door Roewer in 1963. 

## Soorten
Tetracranaus is monotypisch en omvat slechts de volgende soort:
- Tetracranaus zilchi